# Mykoła Bojczuk
Mykoła Bojczuk (ukr. Микола Бойчук) (zm. 1872) – ukraiński działacz społeczny, poseł do Sejmu Krajowego Galicji III kadencji (1870–1872), włościanin z Lisowiec.
Wybrany do Sejmu Krajowego w IV kurii obwodu Czortków, z okręgu wyborczego nr 7 Zaleszczyki-Tłuste. Od 29 października 1872 zastąpił go ks. Teodor Lisiewycz.